# Peridiscaceae
Peridiscaceae je čeleď vyšších dvouděložných rostlin z řádu lomikamenotvaré (Saxifragales) Je to malá čeleď zahrnující asi 10 druhů ve 4 rodech. Jsou to stromy s jednoduchými listy a drobnými květy. Dva druhy rostou na severovýchodě Jižní Ameriky, ostatní v tropické západní Africe. Jednotlivé rody této čeledi byly v minulosti řazeny do různých čeledí.

## Popis
Zástupci čeledi Peridiscaceae jsou opadavé nebo stálezelené stromy s jednoduchými, střídavými, celokrajnými nebo jen mělce zubatými listy s palisty. Rostliny jsou lysé nebo s jednoduchými chlupy. Žilnatina je zpeřená, často triplinervní. Na obou koncích řapíku je ztlustlina (pulvinus). Květy jsou drobné, uspořádané v úžlabních hroznech nebo svazečcích (podle jiné interpretace se jedná o stažený hrozen). Kališní lístky jsou v počtu 4 až 7, volné, koruna je přítomna jen u rodu Soyauxia v počtu 5 plátků, u ostatních rodů chybí. Tyčinek je 10 nebo mnoho, jsou přirostlé na nektáriovém disku nebo jsou v kruhu kolem něj. Semeník je svrchní nebo polospodní (zanořený v nektáriovém disku), srostlý ze 3 až 4 (až 5) plodolistů. Obsahuje jedinou komůrku se 6 až 8 vajíčky na středním sloupku. Čnělky jsou volné. Plodem je jednosemenná peckovice nebo tobolka pukající 2 až 4 chlopněmi. V semenech je hojný olejnatý endosperm a drobné dobře vyvinuté embryo.

## Rozšíření
Čeleď zahrnuje 4 rody a 9 až 11 druhů. Největší rod je Soyauxia, zahrnující 5 až 7 druhů rozšířených v západní Africe v okolí Guinejského zálivu. Rod Medusandra (2 druhy) pochází rovněž z tropické Afriky. Zbývající 2 americké rody jsou monotypické, Peridiscus lucidus roste ve Venezuele a Brazílii, Whittonia guianensis je známa pouze z několika sběrů v Guyaně.
Africké druhy rostou v tropických deštných lesích. Oba druhy z tropické Ameriky jsou svým výskytem vázané na poříční a zaplavované tropické deštné lesy.

## Taxonomie
Čeleď v dnešním pojetí zahrnuje 4 rody, které byly v dřívějších systémech řazeny do různých čeledí. Rod Peridiscus byl (především vlivem nedostatečného herbářového materiálu a chyb v morfologickém popisu) řazen do čeledi oreláníkovité (Bixaceae), kaparovité (Capparaceae) a nakonec Flacourtiaceae. Později byla ustavena monotypická čeleď Peridiscaceae. Do ní byl posléze vřazen rovněž monotypický rod Whittonia. V pozdějších systémech včetně APG I a APG II se čeleď objevuje v tomto pojetí se 2 monotypickými rody endemickými pro severovýchodní oblast Jižní Ameriky.
Většina taxonomických systémů až do roku 1990 řadila čeleď Peridiscaceae do řádu violkotvaré (Violales). Systém APG I ji ponechává v kategorii čeledí s nejasným zařazením. V systému APG II je vedena v široce pojatém řádu Malpighiales, jehož součástí jsou i čeledi dřívějšího řádu Violales. V systému APG III z roku 2009 je již zařazena v řádu Saxifragales a je rozšířena o další 2 rody ze západní Afriky - Medusandra (2 druhy, dříve řazen nejčastěji do monotypické čeledi Medusandraceae) a Soyauxia (5-7 druhů, dříve v čeledích Flacourtiaceae, Passifloraceae nebo Medusandraceae).

## Zástupci
- Medusandra - dva druhy v západní Africe
- Peridiscus lucidus - strom, vyskytující se v nezaplavovaném nížinném pralese v jižní Venezuele a severní Brazílii
- Soyauxia - 8 druhů v západní Africe
- Whittonia guianensis - druh je znám jen z několika sběrů, endemit oblasti Pottaro River v Guayaně, kde roste v poříčních lesích, plody jsou dosud neznámé

## Přehled rodů
Medusandra, Peridiscus, Soyauxia, Whittonia